# 高杉晋作 (テレビドラマ)
『高杉晋作』（たかすぎしんさく）は、1963年11月3日から1964年8月30日まで、朝日放送の制作により、TBS系列で放送された時代劇である。放送時間は、毎週日曜18:30 - 19:00（JST）。全44回。
ダイハツ工業の一社提供。

## 概要
幕末の風雲児・高杉晋作の短くも激しい生涯を描く連続時代劇。晋作が長州藩校・明倫館で学んだ時代から、奇兵隊を組織し倒幕の闘いを繰り広げ、博多の地で29歳の波乱の生涯を閉じるまでを描く。
前作『織田信長』に続く時代劇路線の第2弾。『織田信長』が織田信長の少年時代を中心にしたのに対して、本作は高杉晋作の生涯を描くという伝記仕立てとなっている。

## 出演者
- 高杉晋作：宗方勝巳
- 久坂玄瑞：田原弘二郎
- おうの：紅新子
- 桂小五郎：三田村元
- 吉田松陰：田村高廣
- 周布政之助：伊達三郎
- 長井雅楽：永田光男
- 伊藤博文：杉山光宏
- 佐久間象山：嵐寛寿郎
- 河上彦斎：大木勝
- 谷口寛
- ナレーター：柳川清

ほか

## スタッフ
- 脚本：有本正、志摩貞介、岸生朗、中島貞夫
- 監督：萩原遼、門木隆明
- 古鏡考証：吉岡新一
- 殺陣：佐々木小二郎
- 撮影技術：中村富哉
- 美術：川村鬼世志
- 音楽：高橋半
- 制作：松竹テレビ室、朝日放送

## 主題歌
「高杉晋作」
- 作詞：猪又良／作曲：春川一夫／編曲：山田栄一／歌：三波春夫

## 参考資料
テレビドラマデータベース